# TALK to TALK
『TALK to TALK』（トーク トゥ トーク）は2002年2月1日にClearから発売された恋愛アドベンチャーゲームである。
T3、C3(Clear3作品目)などとも呼ばれる。

## ストーリー
遺伝子工学で造られ感情がない主人公が、
転入した学園の友達などを通して進んでいく物語である。

## 登場人物

### 主要人物
狭川 裕樹
本作の主人公、「システム」によって造られた人造人間。ちゃんと社会で生活できるか試すため、アパートで一人暮らし舞台の学校に転入する。
法月 みさき（のりづき みさき）
主人公の転入してくる学校での後輩。知り合いに似た面影をもっているためか興味を持つ。
白倉 素直（しらくら すなお）
声：まきいづみ
主人公のクラスメイト。シャープペンシルを取るため足の間に入っていき，知り合うことに。写真撮影が趣味。
大竹 冴子（おおたけ さえこ）
主人公のクラスメイト。あこがれているギター弾きがいる影響か街でストリートミュージックをしている。兄がいる
川瀬 一瑠（かわせ いちる）
主人公のクラスメイト。なにかしろ理由をつけて休んだりするためクラスメイトから疎まれている。成績は学年10位以内。
瓜生 樹里（うりゅう じゅり）
声：石橋朋子
主人公の先輩、主人公の寝姿を絵に描かれ起きたところで知り合う。

### その他
荻谷（おぎや）
主人公のクラスメイト。転入して最初に話しかけてくる。
鷹宮 梓（たかみや あずさ）
法月みさきのクラスメイト。

## スタッフ
- 企画

秋津環
- シナリオ

秋津環、長野和泉
- 原画

Rけん（りょうもとけん）
- 音楽

cresc

## 主題歌
- OPテーマ ： 『With』
  - 歌：佐藤裕美
  - 作詞：秋津環
  - 作曲：cresc

- EDテーマ ： 『明日への距離』
  - 歌：佐藤裕美
  - 作詞：秋津環
  - 作曲：cresc

## 関連商品
- TALK to TALK オリジナル サウンドトラック / 2002年5月22日発売(2854円) 全29曲(発売元:キングレコード株式会社)